# Hashim Sarkis
Hashim A. Sarkis (Beirut, 1964) és un arquitecte i professor universitari libanès. Des de 2015, Sarkis és professor i -posteriorment degà- de l'Escola d'Arquitectura i Planificació del MIT (Massachusetts Institute of Technology). El 2019 es va anunciar que serà el comissari de la Biennale d'Arquitectura de Venècia el 2020.

## Trajectòria
Nascut a Beirut, Sarkis es va graduar en arquitectura i belles arts a l'Escola de Disseny de Rhode Island el 1987. El 1989 va obtenir un Màster en Arquitectura i el 1995 es va doctorar en filosofia per la Harvard University Graduate School of Design. La seva tesi es va titular "Publics and Architects: Re-Engaging Design in the Democracy", i va ser assessorada per Peter G. Rowe, K. Michael Hays, Jorge Silvetti, i Roberto Mangabeira Unger.
Sarkis ha treballat per diversos despatxos d'arquitectura, incloent Rafael Moneo (Beirut Souks). El 1998 es va establir pel seu compte, creant Hashim Sarkis Studios, amb oficines a Cambridge i Beirut. Entre 1995 i 2015, Sarkis va treballar com a professor a la Harvard University Graduate School of Design, on va ensenyar estudis de disseny i cursos d'història i teoria de l'arquitectura. El 2015 es va incorporar a l'equip de professors del MIT, fins a esdevenir degà de l'Escola d'Arquitectura i Planificació urbanística. És un amant de l'obra de Josep Lluís Sert.
El 2018, va ser anomenat comissari Biennale d'Arquitectura de Venècia de 2020.

## Obres destacades
- 2004 - Agricultural and Community Center, Mejdlaya
- 2004 - Balloon Landing Park, Beirut
- 2004 - Oceana Beach Club, Damour
- 2004 - Olive Oil Press, Batroun
- 2005 - Wareham Street Loft, Boston
- 2007 - Oleana Restaurant, Cambridge
- 2007 - Housing for the Fishermen of Tyre, Abbasiyeh
- 2009 - Al Zorah, Ajman
- 2010 - Boston Eye Group, Brookline
- 2010 - Tremont Street Residence, Boston
- 2011 - The Street Pavilion, Shenzhen
- 2016 - Byblos Town Hall, Byblos
- 2016 - Dana Street House, Cambridge
- 2017 - The Courtowers, Beirut
- 2018 - Saifi Residence, Beirut

### Publicacions destacades
- Projecting Beirut: Episodes in the Construction and Reconstruction of a Modern City, with Peter G. Rowe, 1998, ISBN 978-3791319384
- Case: Le Corbusier's Venice Hospital and the Mat Building Revival, 2001, ISBN 978-3791325385
- Circa 1958: Lebanon in the Pictures and Plans of Constantinos Doxiadis, 2003, ISBN 978-2842894306
- Josep Lluis Sert: The Architecture of Urban Design, 1953-1969, 2008, ISBN 978-0300120653

## Vida personal
Sarkis es va casar amb Diala Ezzeddine, CEO de Xios Therapeutics, i tenen una filla, Dunia Alexandra.